# 미카엘 마세
미카엘 욘 마세(덴마크어: Michael John Maze, 1981년 9월 1일 ~ ) 혹은 마이클 메이즈는 덴마크의 탁구 선수이다. 올림픽에 4회 출전하여 2004년 하계 올림픽에서 핀 투그벨과 함께 복식 종목 동메달을 획득했다.